# 葦原大介
葦原 大介（あしはら だいすけ、1981年2月13日 - ）は、日本の漫画家。東京都出身、岡山県育ち。

## 来歴
高校卒業後はビジネスホテルでフロントマンのアルバイトをしていた。
入選を目指して第75回手塚賞にミステリー漫画『ROOM303』を投稿し、準入選を受賞する。この『ROOM303』が『週刊少年ジャンプ』（集英社）2008年33号に掲載され漫画家デビューを果たす。
同誌では2008年51号に読切『賢い犬リリエンタール』を、2009年8号・9号に『トリガーキーパー』前後編を掲載した後、同年42号から2010年23号まで『賢い犬リリエンタール』で初連載する。
その後、勝負要素の入った作品を描こうと考えスポーツ漫画の構想を練るも、担当編集者の服部から「自由にやった方がいい」と言われ、既存のスポーツものを描くのではなく、一から勝負物のルールを起草することからSF漫画に帰着。
『週刊少年ジャンプ』2011年44号に読切『実力派エリート迅』を掲載、好評を博する。この読切を大きなステップとして『週刊少年ジャンプ』2013年11号より『ワールドトリガー』の連載を開始する。
2013年末頃から体調を崩すことが多くなり、『ワールドトリガー』の休載が増えた。「頚椎症性神経根症」を患い、一時期は体が動かなくなり、『ワールドトリガー』85話は最終回のつもりで話を考えていたが、その後は快方に向かった。2014年10月から2016年4月まで、『ワールドトリガー』のテレビアニメが放送された。
体調不良を理由に『週刊少年ジャンプ』2016年50号で『ワールドトリガー』を休載し、翌51号で長期休載を発表した。2018年48号で復帰し、5週連続掲載を経て2019年1月号より月刊の『ジャンプSQ』（集英社）に移籍。

## 人物
趣味・特技は「音楽を聴く」「読書・本屋めぐり」。
好きな漫画は『ドラえもん』（藤子・F・不二雄）、『ブラック・ジャック』（手塚治虫）。『ドラゴンボール』（鳥山明）で育った世代を自認する。好きな小説として『李陵・山月記』（新潮文庫）、好きな映画として『キッド』（チャールズ・チャップリン）・『バック・トゥ・ザ・フューチャー』・『ヒックとドラゴン』、好きなSF作品としてロバート・A・ハインライン作品（『宇宙の戦士』・『ルナ・ゲートの彼方』）を挙げている。
『リリエンタール』では「苦手なキャラ物に挑戦した」と述べる。

## 作品
- 凡例
  - 太字は連載作品
  - 〈掲載誌〉WJ：週刊少年ジャンプ、J+：少年ジャンプ+ 、LIVE：ジャンプLIVE、0：週刊少年ジャンプ0、SQ：ジャンプSQ（いずれも集英社）、(再)：再録
  - 〈収録〉R - 〇: 賢い犬リリエンタール〇巻、R - JR:賢い犬リリエンタール ジャンプリミックス版、W：ワールドトリガー、BBF：ワールドトリガー オフィシャルデータブック BORDER BRIEFING FILE

|  | 連載作品 |  | 読切作品 |

|   | 作品名                         | 形式 | 掲載誌                                                 | 収録             | 注記                                               |
| - | ------------------------------ | ---- | ------------------------------------------------------ | ---------------- | -------------------------------------------------- |
| 1 | ROOM303 （ルームサンマルサン） | 読切 | WJ 2008年33号 J+ 2014年10月26日(再)                    | R - JR(下)       | デビュー作、第75回手塚賞準入選、31P ミステリー漫画 |
| 2 | 賢い犬リリエンタール           | 読切 | WJ 2008年51号                                          | R - 3 R - JR(下) | センターカラー49P                                  |
| 3 | トリガーキーパー               | 読切 | WJ 2009年8号・9号                                      | 未               | 前後編、センターカラー21P+23P                      |
| 4 | 賢い犬リリエンタール           | 連載 | WJ 2009年42号 - 2010年23号                             | R R - JR         | 初連載                                             |
| 5 | 実力派エリート迅               | 読切 | WJ 2011年44号 LIVE 2号(再) J+ 2014年10月26日(再) 0(再) | BBF              | ワールドトリガーのプロトタイプ センターカラー49P   |
| 6 | ワールドトリガー               | 連載 | WJ 2013年11号 - 2018年52号 SQ 2019年1月号 - 連載中     | W                | 代表作 2016年50号 - 2018年47号は長期休載           |

## アシスタント
デビュー時から2016年現在まで、アシスタント（作画協力）兼マネージャーのこまとともに作品を作っている。
- 村瀬克俊[12] - 『賢い犬リリエンタール』3話頃まで[13]
- イワタヒロノブ[12] - 『賢い犬リリエンタール』連載時代